# Vlag van Heinkenszand

Vlag van Heinkenszand

De vlag van Heinkenszand was een concept gemeentevlag voor de Zeeuwse gemeente Heinkenszand. Deze vlag is in 1970 door ir. A.J. Beenhakker ontworpen omdat Heinkenszand geen eigen vlag had. De beschrijving luidt: 
Linksgeschuind van groen en wit, met een rode haan.
De vlag is gebaseerd op het gemeentewapen.
Tot 1 april 1970 vormde Heinkenszand een zelfstandige gemeente, toen ging het op in de nieuwe gemeente Borsele en daardoor is de concept gemeentevlag geannuleerd. Later werd het ontwerp aangenomen als dorpsvlag.

## Verwante afbeelding

Het heerlijkheidswapen van Heinkenszand

Boschkapelle
· Cadzand
· Clinge
· Eede
· Graauw en Langendam
· Haamstede
· 's-Heer Arendskerke
· 's-Heerenhoek
· Heille
· Heinkenszand
· Hengstdijk
· Hoedekenskerke
· Hoek
· Hoofdplaat
· Koewacht
· Kwadendamme
· Nieuwerkerk
· Nieuwvliet
· Ossenisse
· Ouwerkerk
· Overslag
· Philippine
· Retranchement
· Rilland
· Scharendijke
· Serooskerke (Schouwen-Duiveland)
· Serooskerke (Veere)
· Sint Anna ter Muiden
· Sint-Annaland
· Sint Kruis
· Sirjansland
· Stoppeldijk
· Yerseke